# Jaroslav Roh
Jaroslav Roh (* 5. května 1983 Jihlava) je český chemik, farmaceut a vysokoškolský učitel, od roku 2022 děkan Farmaceutické fakulty v Hradci Králové Univerzity Karlovy (FaF UK). 

## Životopis
Narodil se v květnu 1983 v Jihlavě. V letech 2001 až 2006 absolvoval studium farmacie na Farmaceutické fakultě v Hradci Králové Univerzity Karlovy a získal magisterský titul, přičemž v roce 2006 získal cenu děkana fakulty. Poté na FaF UK zahájil doktorské studium oboru bioorganická chemie, které úspěšně dokončil v roce 2010 titulem Ph.D. (během studia navíc získal titul doktora farmacie). V roce 2008 začal na FaF UK pracovat jako asistent na Katedře anorganické a organické chemie (od roku 2017 Katedra organické a bioanorganické chemie). V roce 2009 získal Medaili FaF UK za zásluhy a rozvoj fakulty. V roce 2018 se habilitoval, obdržel cenu Alfreda Badera za bioorganickou a bioanorganickou chemii, stal se proděkanem FaF UK pro vědeckou činnost, doktorské studium a transfer technologií a stal se členem vědecké rady fakulty. V roce 2019 se stal vedoucím Katedry organické a bioorganické chemie FaF UK.
Ještě během svých studentských let působil v letech 2003 až 2004 jako prezident Spolku českých studentů farmacie, později se stal jeho čestným členem. V letech 2002 až 2006, 2009 až 2010 a 2015 až 2017 byl členem akademického senátu FaF UK, v letech 2003 až 2005 byl navíc jeho místopředsedou. Během studia absolvoval stáže na Univerzitě v Bathu a na Státním technologickém institutu v Petrohradu.
V říjnu 2021 byl zvolen děkanem FaF UK, když ve volbě poměrem 18 ku 5 hlasům porazil kolegu Františka Trejtnara. Funkce se ujal v únoru 2022. Jaroslav Roh je ženatý a má dvě děti.